# Sima Yu
Sima Yu (司馬遹) (278–300), nom estilitzat Xizu (熙祖), formalment el Príncep Hereu Minhuai (愍懷太子) va ser un príncep hereu xinès durant la Dinastia Jin (265-420).
El pare de Sima Yu, Sima Zhong, era discapacitat de desenvolupament, i abans que ell, llavors príncep hereu, s'hagués casat amb la seva esposa Jia Nanfeng, el seu pare l'Emperador Wu li va donar una de les seves pròpies concubines, la Consort Xie Jiu (謝玖), perquè aquesta li ensenyara com tenir relacions sexuals. D'aquesta relació la Consort Xie donaria a llum a Yu. La Princesa Hereva Jia també donaria a llum a quatre filles, sent així que Sima Yu romandria l'únic fill baró del príncep Zhong.
Quan Sima Yu tenia quatre anys, es va produir un incendi al palau, i l'Emperador Wu va pujar a una torre per observar-lo. Sima Yu va tirar d'ell a un costat i va dir: "De nit, quan una cosa inusual com açò ocorre, hem de prendre precaucions. La llum del foc no ha de brillar sobre l'emperador." L'Emperador Wu es va sorprendre per tal observació perspicaç provinent d'un nen, i va elogiar el jove príncep de parèixer molt al seu propi avi, Sima Yi. Això va ser en part la raó per la qual l'emperador Wu va permetre al Príncep Hereu Zhong romandre com el seu hereu. En el 289, ell va crear al Príncep Yu com el Príncep de Guangling. Després que l'Emperador Wu va faltar en el 290, el Príncep Hereu Zhong va ascendir al tron com l'Emperador Hui, i el Príncep Yu va ser creat príncep hereu.
A mesura que el Príncep Hereu Yu es feia major, això no obstant, aquest va començar a perdre la bona reputació que havia tingut de xiquet, ja que no li agradava estudiar i passava molt temps en projectes de construcció i jocs. L'Emperadriu Jia, que havia estat sempre gelosa del Príncep Hereu Yu i la Consort Xie, no va reprendre aquest comportament, sinó que en realitat ho va encoratjar per causar un dany més gran sobre la reputació del príncep hereu de Yu.